# Thinkings
Thinkings株式会社（英: Thinkings Inc.）は、東京都中央区に本社を置き、企業の応募者管理を行う採用管理システムをSaaSで提供している日本の企業である。

## 概要
2020年1月に、SaaS型の採用管理システムsonar ATSの開発を行っていた株式会社インフォデックスと、販売を行っていたイグナイトアイ株式会社が事業統合し、持株会社としてThinkings株式会社を設立。
2021年1月に、インキュベイトファンドをリードインベスターとするシリーズAラウンドを実施、総額9億5,000万円を資金調達。
2022年7月に、インキュベイトファンドをリードインベスターとするシリーズBラウンドを実施、総額16億2000万円を資金調達。既存株主4社（インキュベイトファンド、XTech Ventures、i-nest capital、みずほキャピタル）からの追加出資に加え、新たにＳＭＢＣ日興証券、JA三井リースからの出資を受けた。
2025年7月に、Visional傘下で転職サイトを運営するビズリーチによるThinkings株式会社の全株式取得が発表された。買収額は140億円。

## 会社沿革
- 2020年1月 イグナイトアイ株式会社と株式会社インフォデックスが、持株会社としてThinkings株式会社を設立し事業統合。[2]
- 2021年1月 第三者割当増資（株式投資のラウンドはシリーズA）と融資により9億5,000万円の資金調達。第三者割当増資の引受先となったのはインキュベイトファンド、XTech Ventures、i-nest capital、みずほキャピタルの4社。[3]
- 2021年2月 Thinkings株式会社が、子会社のイグナイトアイ株式会社と株式会社インフォデックスを吸収合併。
- 2021年8月 採用管理システムsonar ATSの累計導入社数900社。[4]
- 2021年11月 採用管理システムsonar ATSのテレビCMを中京エリアで放送開始。[5]CMには北原帆夏が起用された。
- 2022年1月 採用管理システムsonar ATSのタクシーCMを東京23区および全国主要12都市で放送開始。[6]
- 2022年2月 採用管理システムsonar ATSの累計導入社数1000社。[7]1000社目のsonar ATS導入企業は株式会社トリドールホールディングス。
- 2022年4月 採用管理システムsonar ATSのテレビCMを関西エリアで放送開始。[8]
- 2022年5月 採用管理システムsonar ATSのサービス提供開始10周年を記念し、企業と人材の採用ベストマッチングに取り組む企業を表彰する「Best Recruit Matching Award 2022」を開催。[9]サイバーエージェント、USEN-NEXT HOLDINGS、トヨタ自動車、ヤマハ発動機、イーブックイニシアティブジャパン、ディップ、Chatwork、レバレッジが部門賞を受賞。i-plug、テックオーシャンがパートナー部門賞を受賞した。
- 2022年7月 第三者割当増資（株式投資のラウンドはシリーズB）により、16億2000万円の資金調達。第三者割当増資の引受先となったのはインキュベイトファンド、XTech Ventures、i-nest capital、みずほキャピタル、ＳＭＢＣ日興証券、JA三井リースの6社。[10]
- 2022年7月 SaaS事業の安定性や成長率を判断するための重要な指標である月間定期収益（Monthly Recurring Revenue）が1億円突破したことを公表。[11]
- 2022年10月 日本テレビをはじめとしたNNN系列の番組「news zero」のスポンサーとなり、放送時間内に採用管理システムsonar ATSのテレビCMを放送開始。採用のリアルシリーズとして全6シリーズあることが公表され、第1弾としてUSEN-NEXT HOLDINGSが登場した。[12]
- 2022年10月 採用管理システムsonar ATSのテレビCMを関東エリアで放送開始。CMには髙橋ひかるが起用された。
- 2022年11月 HRサービス企業19社と「採用を、変えよう。プロジェクト」を開始。従来型の採用に対する問題を提起したJR山手線広告を掲出。
- 2023年1月 採用管理システムsonar ATSのブランドムービーを公開。ムービー制作にはクリエイティブにMUSUTA、音楽にテイ・トウワが起用された。
- 2023年3月 採用管理システムsonar ATSの累計導入社数1400社。
- 2023年7月 採用管理システムsonar ATSの累計導入社数1500社。
- 2024年4月 AI（人工知能）を活用してエントリーシート選考等の判断を支援する採用DXソリューション「sonar AI（ソナーエーアイ）」を、採用管理システムsonar ATSの新機能として公開。株式会社エクサウィザーズのAI予測分析ツール「exaBase 予測・分析」との連携による。
- 2024年9月 採用管理システムsonar ATSの累計導入社数2000社および年間経常収益（ARR）20億円突破。
- 2025年7月 採用管理システムsonar ATSの累計導入社数2300社。
- 2025年7月 株式会社ビズリーチの子会社となり、Visionalグループにジョイン。[13]

## 受賞履歴
- 2021年4月 Mizuho Innovation Award 2021.1Q 受賞[14]
- 2021年7月 経済産業省後援「第6回HRテクノロジー大賞」採用サービス部門優秀賞[15]
- 2022年5月 StartUp City 「Top 10 Japanese Startups 2022」受賞[16]
- 2023年6月 厚生労働省後援「第12回 日本HRチャレンジ大賞」奨励賞受賞[17]